# Bernhard Vossebein
Bernhard „Bernie“ Vossebein (* 14. März 1925 in Bochum; † 12. Januar 2021 ebenda) war ein deutscher Tischtennisspieler. Er wurde zweimal deutscher Vize-Meister im Einzel und siebenmal deutscher Meister im Doppel und Mixed.

## Werdegang
Vossebein begann seine Laufbahn bei den Vereinen Blau-Weiß Bochum und Post Bochum. Danach spielte er in der Saison 1946/47 beim VfL Bochum. Nach einem Zwischenspiel bei ESV Blau-Rot Bonn von 1947 bis 1950 kehrte er 1950 wieder zum VfL Bochum zurück. Hier kam er auch zu seinen 16 Berufungen in die Nationalmannschaft und zu der viermaligen Teilnahme an Weltmeisterschaften. In die Schlagzeilen der Fachwelt geriet Vossebein im Vorfeld der WM 1956. Zunächst wurde er vom Deutschen Tischtennis-Bund (DTTB) nicht berücksichtigt, was viele als sportlich nicht gerechtfertigt kritisierten. Schließlich wurde er doch noch nominiert, wobei zur Deckung der Reisekosten eine Spendenaktion durchgeführt wurde.
Zweimal stand Bernie Vossebein in einem Endspiel um die deutsche Einzelmeisterschaft und musste sich jeweils mit dem 2. Platz begnügen: 1949 verlor er gegen Dieter Mauritz, 1956 gegen Conny Freundorfer. Mehr Erfolg hatte er in Doppel- und Mixedwettbewerben, viermal wurde er Erster im Mixed, dreimal im Doppel. 1952 wurde er in der Rangliste des DTTB auf dem 2. Platz geführt.
1958 wechselte Vossebein zum Verein ETuS Wanne Eickel. Um 1959 zog er sich vom Hochleistungssport zurück. Er arbeitete fortan als Betreuer und Trainer im Jugendbereich. Von 1971 bis 1987 war er als Verbandstrainer im WTTV nicht nur für die aktiven Spieler tätig (u. a. betreute er den späteren deutschen Meister Wilfried Lieck), sondern auch für die Trainerausbildung. Seit 1987 war Vossebein Trainer beim Verein TTC Altena. Zudem trainierte er die Jugend des TTC Post Hiltrop.
Vossebein ist der einzige Deutsche, der als Spieler, Trainer und Betreuer seit 1942 an mehr als 50 nationalen Meisterschaften teilgenommen hat. 1965 wurde er vom Westdeutschen Tischtennisverband WTTV mit der Ehrennadel in Gold geehrt.

## Privat
Bernie Vossebein war von Beruf Friseur. Er war verheiratet mit Ehefrau Christel und hat zwei Söhne (Bernt und Lutz). Bis zuletzt lebte er in Bochum, wo er im Januar 2021 im Alter von 95 Jahren an den Folgen eines Schlaganfalls verstarb.

## Erfolge
- Teilnahme an Tischtennisweltmeisterschaften
  - 1953 in Bukarest
    - Achtelfinale im Mixed

  - 1956 in Tokio
    - 5. Platz mit gesamtdeutschem Herren-Team

  - 1957 in Stockholm
    - Achtelfinale im Doppel
    - Achtelfinale im Mixed
    - 5. Platz mit gesamtdeutschem Herren-Team

  - 1959 in Dortmund
- Nationale deutsche Meisterschaften
  - 1947 Heppenheim: Einzel 3. Platz, Doppel 2. Platz (mit Jupp Schlaf), Mixed 1. Platz (mit Ilse Lohmann)
  - 1948 Göttingen: Mixed 3. Platz (mit E.Lohmann)
  - 1949 Lübeck: Einzel 2. Platz, Doppel 1. Platz (mit Helmuth Hoffmann), Mixed 4. Platz (mit Karin Lindberg)
  - 1950 Rheydt: Doppel 3. Platz (mit Helmuth Hoffmann), Mixed 1. Platz (mit Ilse Lohmann)
  - 1951 Berlin-West: Doppel 1. Platz (mit Karl-Heinz Harmansa), Mixed 1. Platz (mit Berti Capellmann)
  - 1953 Herford: Doppel 1. Platz (mit Karl-Heinz Harmansa), Mixed 4. Platz (mit Hilde Kraska)
  - 1954 Berlin-Ost: Doppel 3. Platz (mit Karl-Heinz Harmansa), Mixed 1. Platz (mit Hilde Kraska)
  - 1956 Dortmund: Einzel 2. Platz, Doppel 3. Platz (mit Karl-Heinz Harmansa)
  - 1957 Berlin-West: Einzel 3. Platz, Doppel 2. Platz (mit Josef Wenninghoff), 4. Platz Mixed (mit Gerda Schlerth)
  - 1958 Neumünster: Mixed 4. Platz (mit Inge Müser)
  - 1959 Donaueschingen: Doppel 4. Platz (mit Josef Wenninghoff), Mixed 4. Platz (mit Inge Müser)
  - 1960 Essen: Mixed 4. Platz (mit Hilde Gröber)
  - 1998 Neuhausen/Filder – Altersklasse Ü65: Doppel 2. Platz (mit Anton Breumair)
  - 1999 Lübbecke – Altersklasse Ü65: Doppel 2. Platz (mit Ernst Junker)
  - 2001 Bad Iburg – Altersklasse Ü75: 3. Platz Mixed (mit Ingeborg Tremmel)
- Deutschlandpokal
  - 1948 Schwerte: 1. Platz mit WTTV
  - 1949 Recklinghausen: 1. Platz mit WTTV
  - 1950 Rheydt: 1. Platz mit WTTV
  - 1951 Berlin: 1. Platz mit WTTV
- Internationale Meisterschaften
Vossebein wurde siebenmal Internationaler Meister im Einzel und Doppel (je zweimal Luxemburg und Spanien, je einmal Dänemark, Norwegen und Südamerika)
- Senioren-Weltmeisterschaft
  - 1996 Lillehammer – Ü70: Doppel 2. Platz (mit Alfred Kocher)
- WTTV-Meisterschaften
  - 2004 Ahaus – Altersklasse Ü75: Einzel 3. Platz, Doppel 1. Platz (mit Ernst Junker)

## Turnierergebnisse
| Verband | Veranstaltung     | Jahr | Ort       | Land | Einzel     | Doppel    | Mixed     | Team |
| ------- | ----------------- | ---- | --------- | ---- | ---------- | --------- | --------- | ---- |
| FRG     | Weltmeisterschaft | 1959 | Dortmund  | FRG  | letzte 128 | letzte 64 | letzte 64 |      |
| GER     | Weltmeisterschaft | 1957 | Stockholm | SWE  | letzte 128 | letzte 16 | letzte 16 | 5    |
| GER     | Weltmeisterschaft | 1956 | Tokio     | JPN  | letzte 128 | letzte 32 | letzte 32 | 5    |
| GER     | Weltmeisterschaft | 1953 | Bukarest  | ROU  | letzte 32  | letzte 32 | letzte 16 |      |